# Дурицкая, Наталья Ивановна
Ната́лья Ива́новна Дури́цкая (род. 16 июля 1960 года, Таганрог, Ростовская область, РСФСР) — российская художница.

## Биография
Родилась в Таганроге 16 июля 1960 года. Училась в Таганрогской детской художественной школе у Л. А. Стуканова.
В 1976—1977 годах брала частные уроки рисования и живописи у В. Я. Григорьевой.
С 1978 по 1982 год училась в Ростовском художественном училище им. М. Б. Грекова (мастерская Ю. И. Фесенко), Ростов-на-Дону. После окончания училища вернулась с мужем Александром Кисляковым в Таганрог.
С 1982 по 1995 год работала в Таганроге художником-оформителем в творческо-производственном комбинате Союза художников. В 1988 году участвовала в знаменитой в искусствоведческих кругах «Однодневной выставке» будущего товарищества «Искусство или смерть» (Таганрог, ДК завода «Прибой»).
В 1996 году вступила в Союз художников России. С 1996 по 1999 год преподавала в таганрогской Детской художественной школе (рисунок, живопись, история искусств).
С 2005 года преподавала в ростовской Школе искусств № 1 (рисунок, живопись, композиция).
Состоявшаяся в 2008 году персональная выставка Н. Дурицкой «Ветви» (Таганрогский художественный музей) была посвящена памяти Л. А. Стуканова.
В 2010 году в мужском отделении ростовского общественного туалета на Газетном совместно с Сергеем Сапожниковым провела акцию «Здесь был Вова». Сыграв на абсурдном контрасте высокого (музейные таблички) и низкого (граффити «Здесь был…»), Дурицкая и Сапожников напомнили посетителям общественного туалета о многих выдающихся обитателях этого подвала. Выставка-документация акции «Здесь был Вова» состоялась в ростовской галерее «Вата» 20 мая 2010 года в рамках программы первой Южно-российской биеннале современного искусства.
В 2010—2011 годах совместно с Владимиром Барановским расписывала стены храма Рождества Богородицы посёлка Крюково Ростовской области.
В 2017 году совместно с Александром Кисляковым и группой товарищей открыла в публичном пространстве «перелётную» арт-галерею ZHDANOV.
С 1999 года живёт в Ростове-на-Дону. Работает преимущественно в Таганроге.

## Работы Н. Дурицкой находятся в собраниях
- Музей современного изобразительного искусства на Дмитровской, Ростов-на-Дону.
- Ростовский областной музей изобразительных искусств, Ростов-на-Дону[20].
- Музей актуального искусства ART4.RU, Москва.
- Краснодарский краевой художественный музей имени Ф. А. Коваленко, Краснодар.
- Таганрогский художественный музей, Таганрог[21].
- Коллекция Дома-музея Максимилиана Волошина, Коктебель.
- Волгодонский художественный музей, Волгодонск.
- Мемориальный музей им. А. Кадырова, Грозный[22].
- Коллекция Галереи «Piter», Таганрог.
- Коллекция Галереи ZHDANOV, Таганрог.
- Коллекция Александра Токарева, Старочеркасская.[23]
- Частные коллекции Германии, Израиля, Италии, России, США, Швейцарии.

## Персональные выставки
- 2010 — «ВиноВатаЯ». Галерея «Вата», Ростов-на-Дону[9][24][25][26].
- 2010 — «Здесь был Вова» (совм. с С. Сапожниковым). Галерея «Вата», Ростов-на-Дону[7][9][27].
- 2010 — «Малярка». МСИИД, Выставочный зал ТЦГПБ им. А. П. Чехова, Таганрог[28][29].
- 2008 — «Midnight Alarm». Клуб «Старый Рояль» (при содействии МСИИД), Волгодонск.
- 2008 — «Ветви». Таганрогский художественный музей, Таганрог[6][30].
- 2006 — «Просто». Музей Градостроительства и быта, Таганрог[31][32].
- 2004 — «Наташа Де». Квартирная выставка, Ростов-на-Дону.
- 2002 — «Недвижимость, неслышимость, невидимость» (совм. с А. Кисляковым). Квартирная выставка, Ростов-на-Дону.
- 2000 — «Рост’ов». Квартирная выставка, Ростов-на-Дону.
- 1995 — «Тихая жизнь мертвой натуры». Выставочный зал ДХШ, Таганрог[33][34][35][36].

## Галерея

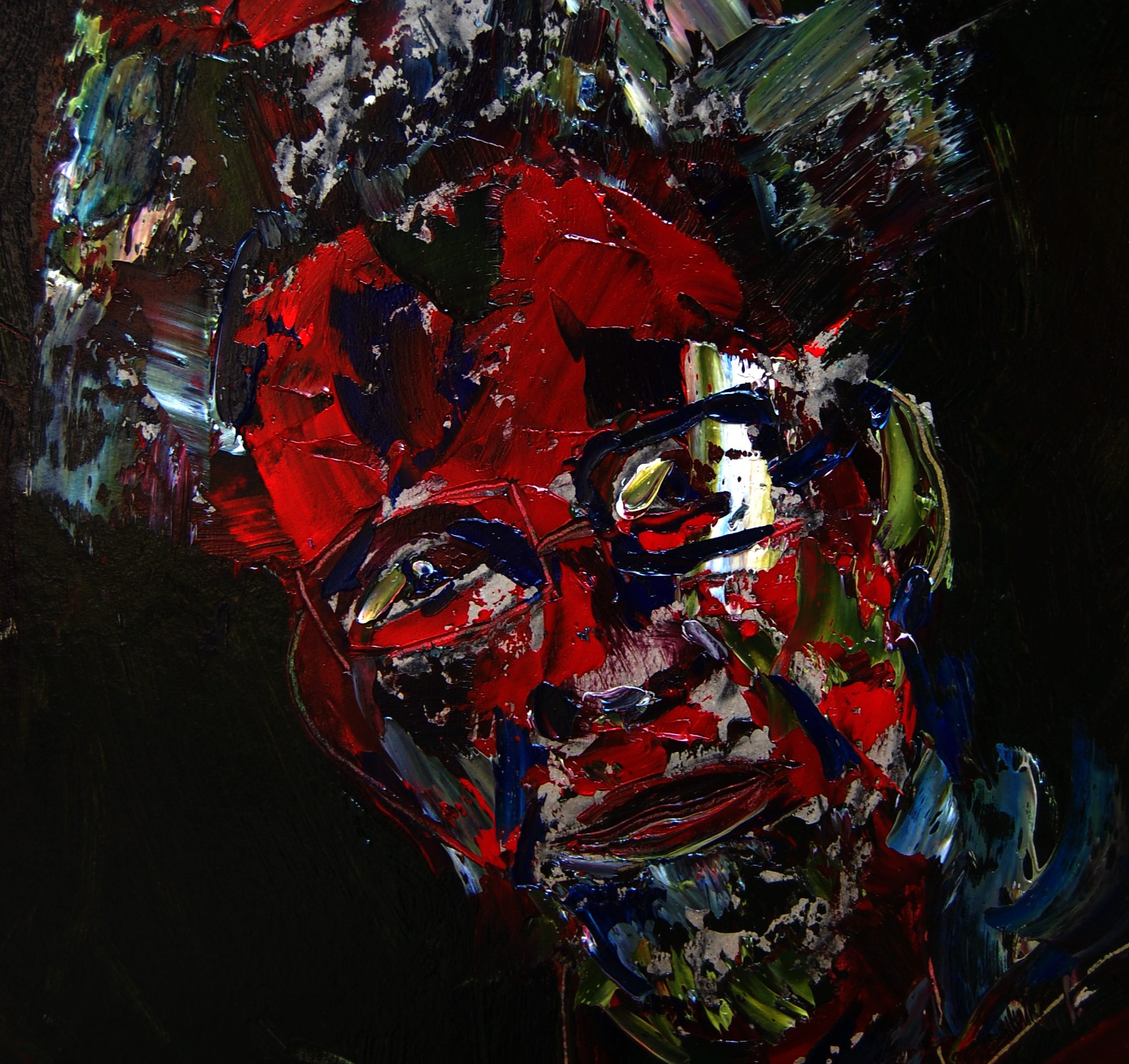
Фрагмент «William Pope.L», к/м, 100х70, 2013
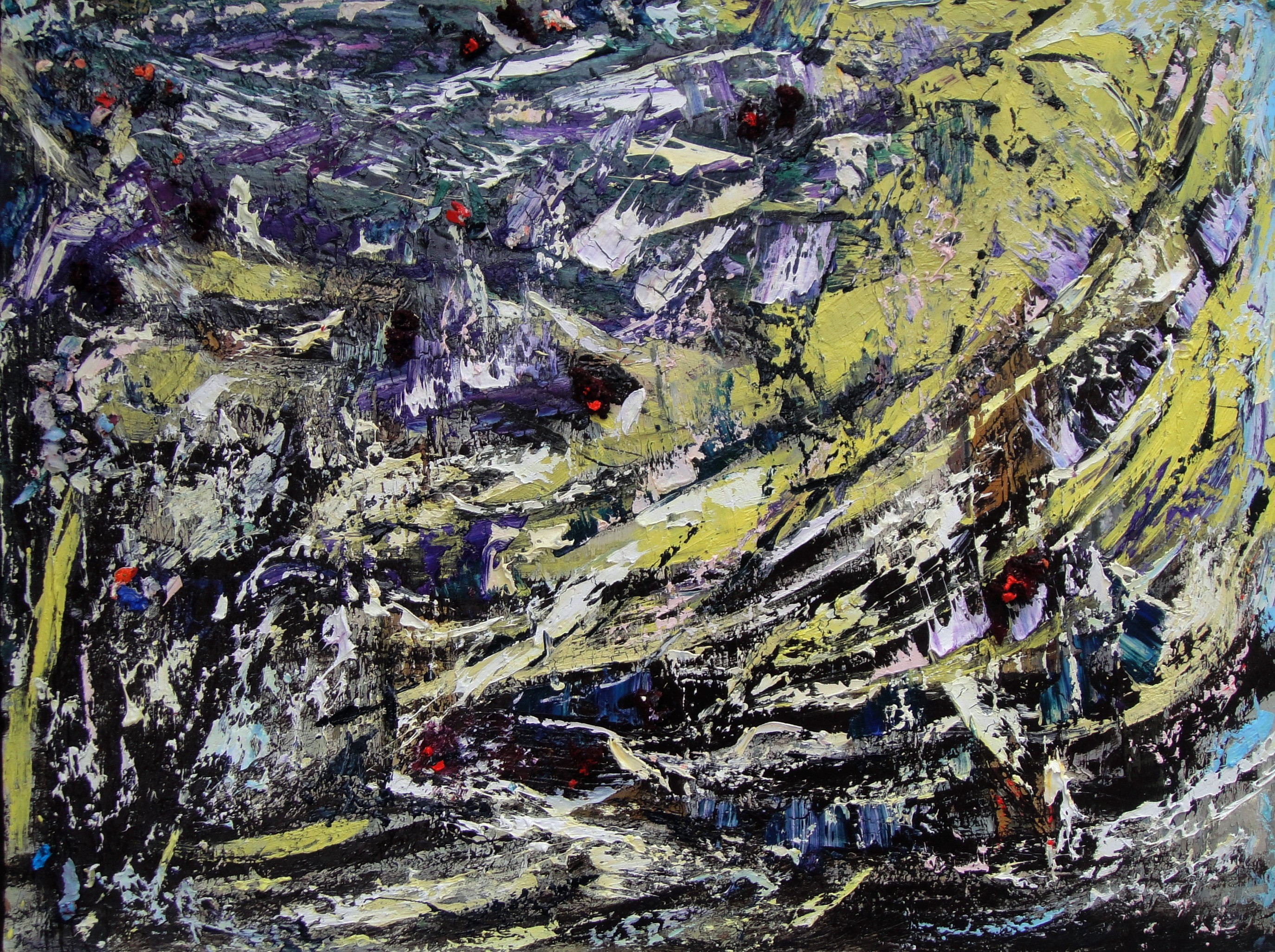
«Малярка», к/м, 74x100, 2010
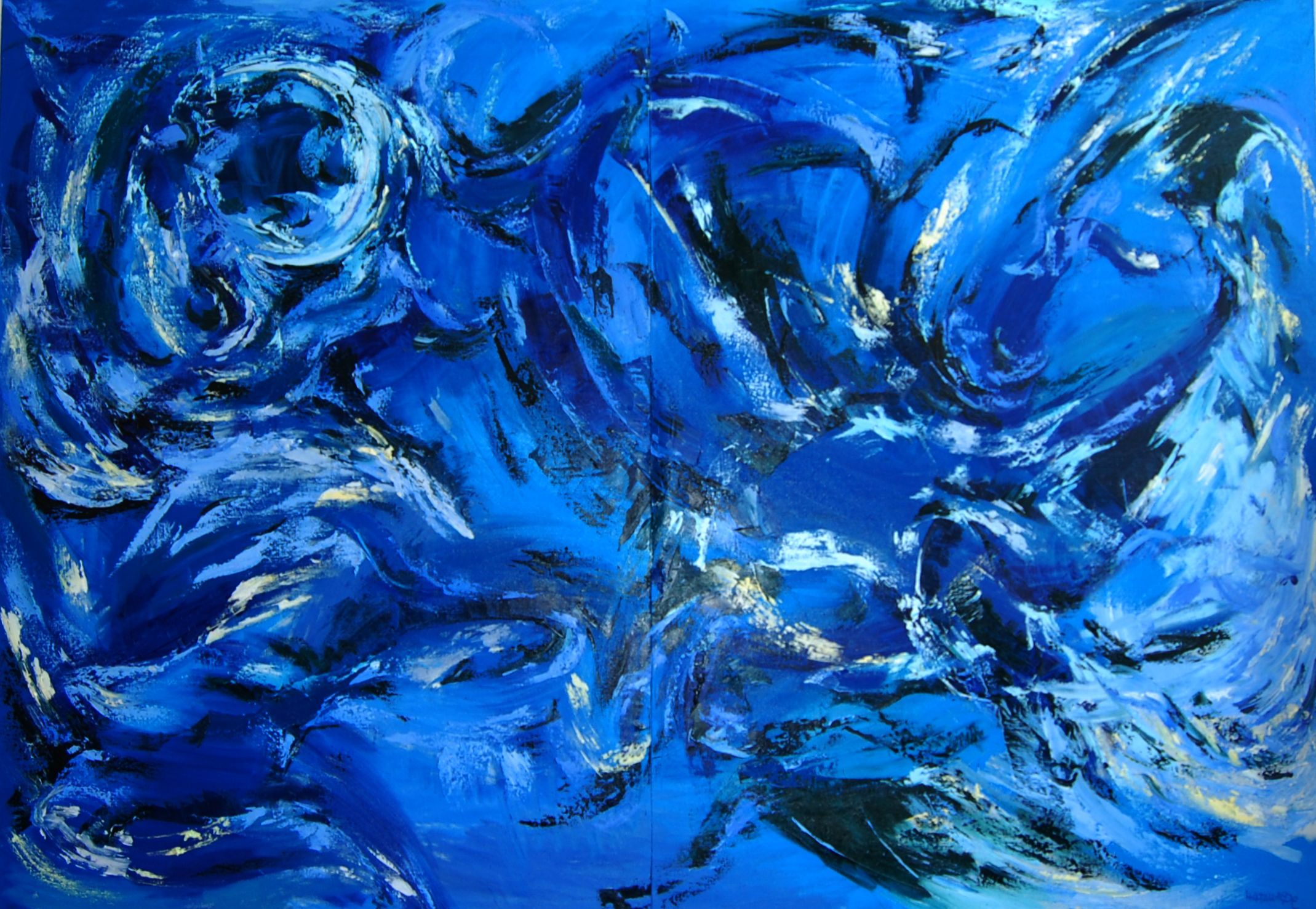
Эскиз к картине «Небо движется с трудом», х/м, 180x260, 2010
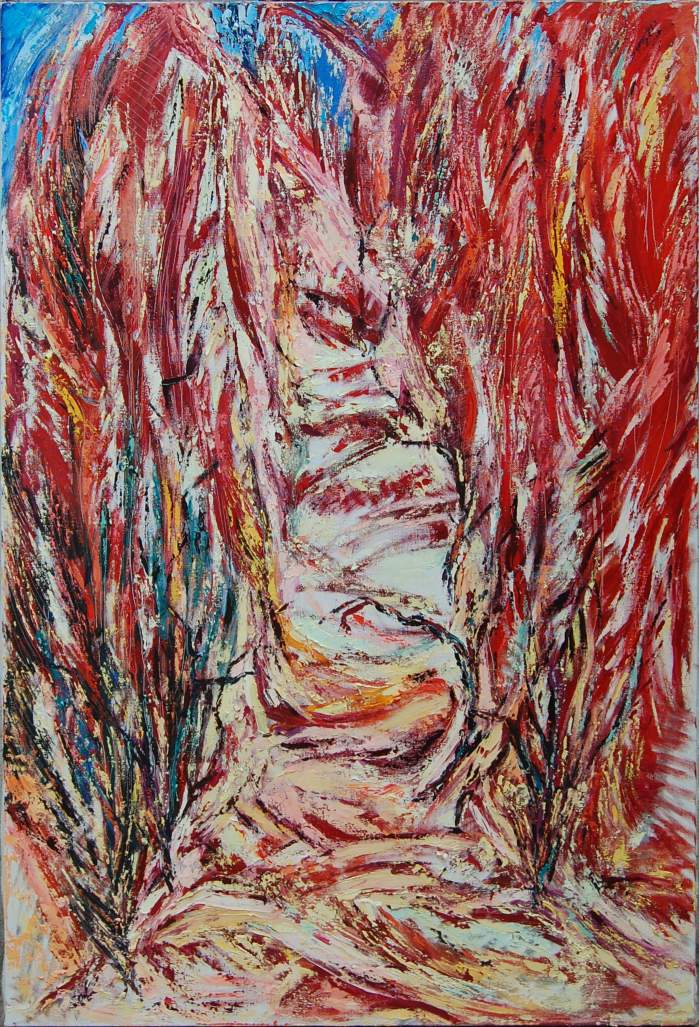
«Аллея Сутина», х/м, 140x95, 2008
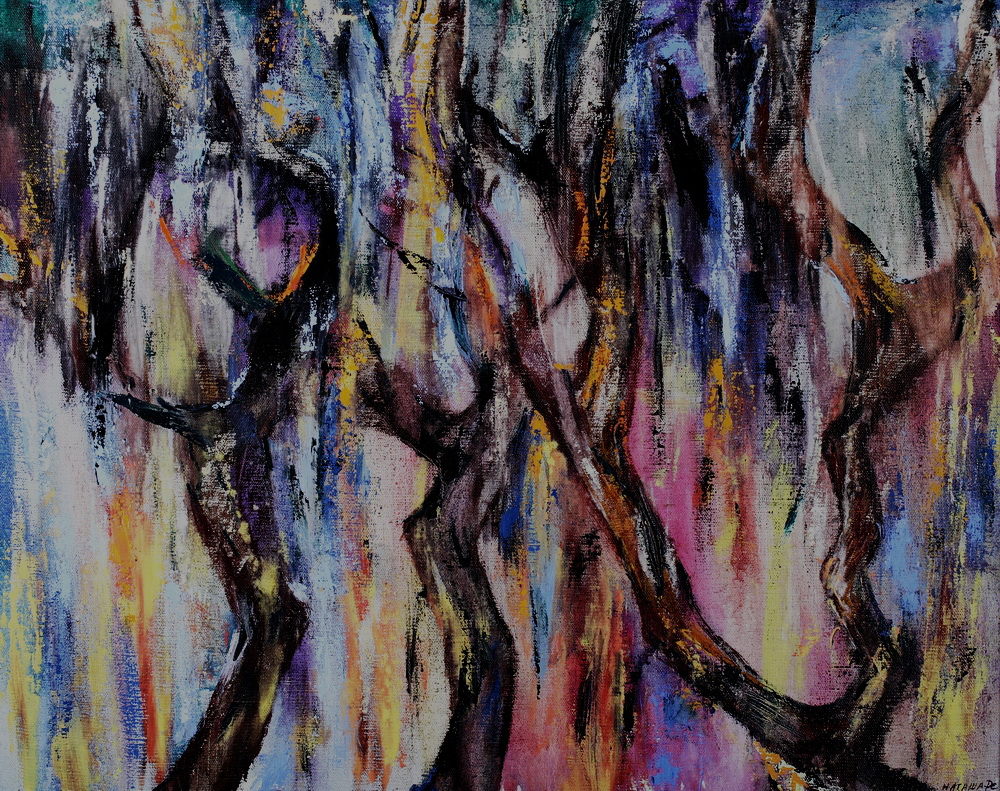
«Капель дождя, побежавших вослед...», х/м, 64x81, 2007
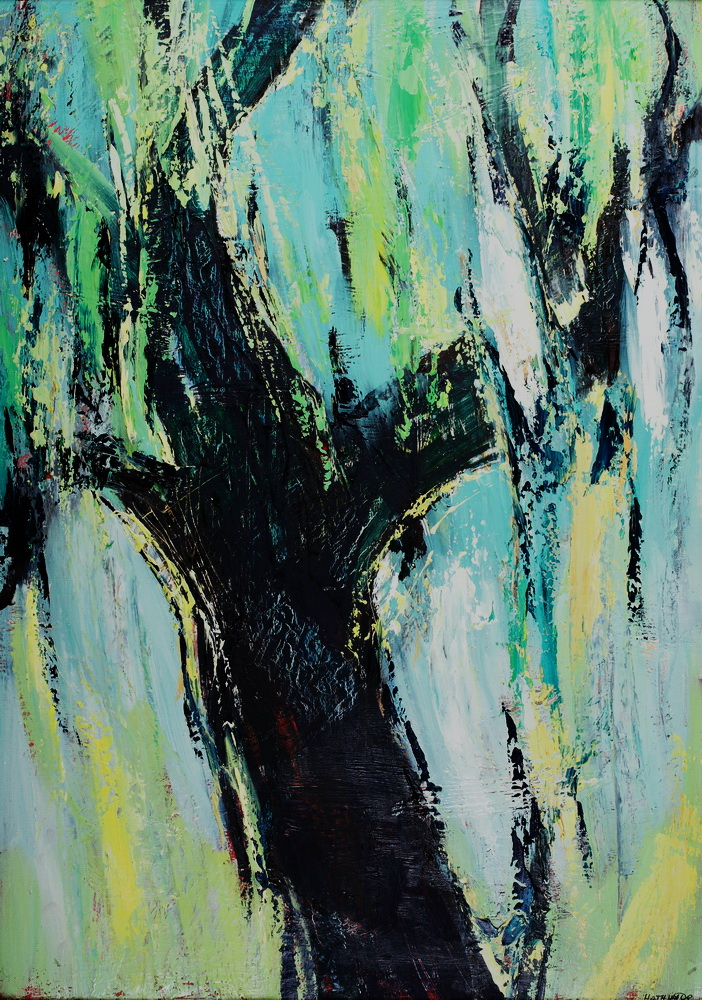
«Чёрное дерево», к/м, 100x70, 2007
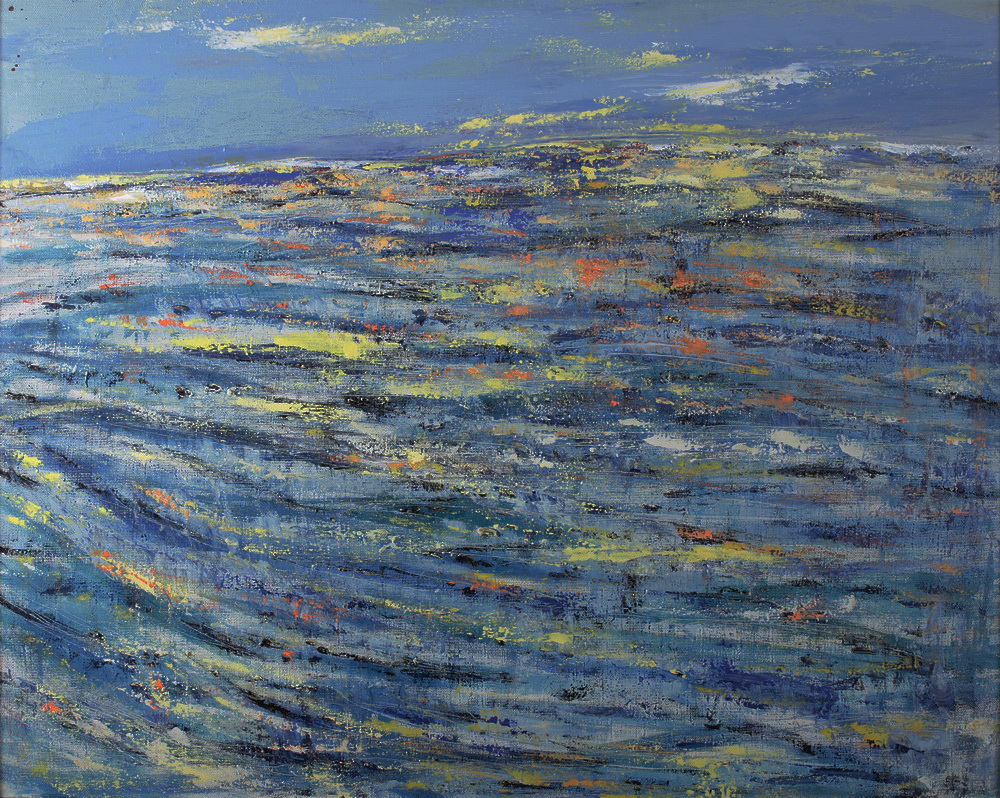
«Таганрогский залив», х/м, 81x102, 2006
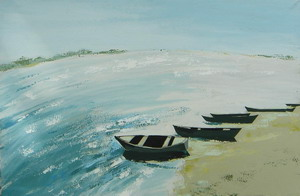
«И реки, светлые как небеса ...», б/г, 65х96, 2006
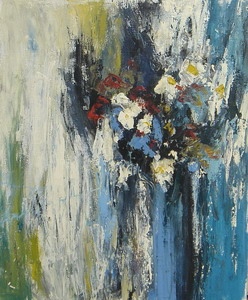
«Голубая ваза», х/м, 57х47, 2003
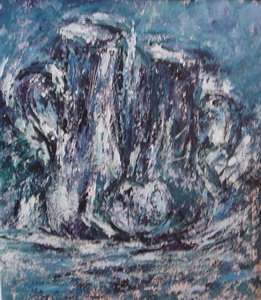
«Но контуры видит безумец...», х/м, 80х70, 2003
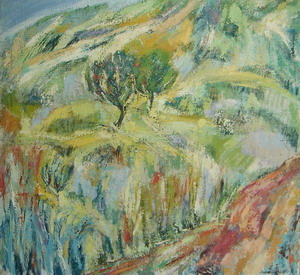
«Соблазн», х/м, 95х100, 2001
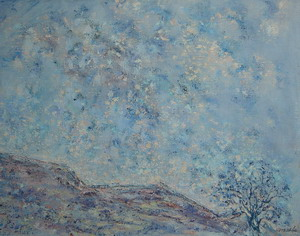
«Другое небо», х/м, 70х90, 2000
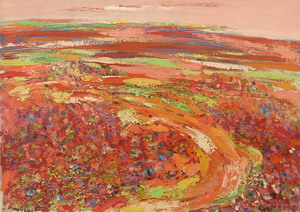
«Зной», х/м, 50х70, 2000
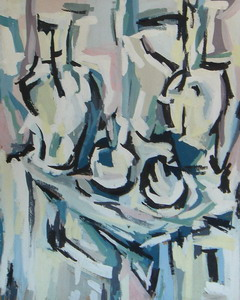
«Чувства и мысли...», к/г, 110х80, 1996
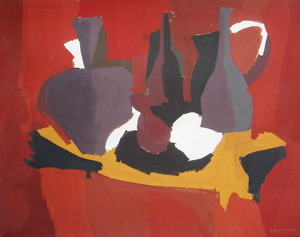
«Мне другие мерещатся тени...», к/г, 80х110, 1995

## Акции
- 2010 — «Здесь был Вова» (совм. с С. Сапожниковым). Туалет на Газетном, Ростов-на-Дону.[7][14][37][38]
- 2008 — «Здравствуй, Барак!». Таганрог—Вашингтон.[11]

## Кураторские проекты
- 2019 — «После Графа 2019». Галерея ZHDANOV, Выставочный зал ТО Союза художников России, Таганрог.
- 2018 — Александр Кисляков. «Маятник». Галерея ZHDANOV, Выставочный зал ТО Союза художников России, Таганрог[4][39][40][41].
- 2017 — «Граф» (совм. с А. Кисляковым). Галерея ZHDANOV, Ростов-на-Дону[19][42].
- 2017 — Василий Слепченко, «Искусство или смерть». Галерея ZHDANOV, Выставочный зал ТО Союза художников России, Таганрог.[43][44][45]
- 2017 — «После Графа». Галерея ZHDANOV, Выставочный зал ТО Союза художников России, Таганрог.[46][47][48][49]

## Цитаты
- «В основном для российской или постсоветской культуры характерен либо логоцентризм, либо идеологическая или театральная составляющая. В зоне пластической культуры существует колоссальный пробел, вызванный всем известными обстоятельствами. Советская власть, цензура и т. д. Наташа Дурицкая как раз и занимается тем, чтобы устранить или в какой-то степени воссоздать эту самую пластическую линию в изобразительном искусстве. Это весьма кропотливая, тяжелая культурная работа. При этом, естественно, нельзя рассчитывать как на адекватное зрительское восприятие, так и на понимание происходящего»[32] — Юрий Шабельников, 2006.
- «Обращаясь к традиционной форме станковой картины, Наталья Дурицкая демонстрирует широкий диапазон пластических исканий в рамках фигуративной и беспредметной живописи. В её работах — на виду вся „живописная кухня“: пересекающиеся, скрещивающиеся линии и энергичные мазки, пастозный замес красок, в котором видны, казалось бы, случайные, но держащие композицию штриховые акценты. Морис Мерло-Понти, рассматривая художественное пространство живописи, сосредоточивает основное внимание на его глубине, роли в создании цвета и линии. И если говорить о творчестве Дурицкой, стоит соотнести его со словами философа о том, что „только об искусстве живописи, находящемся в постоянном поиске интуитивно убедительной глубины, можно сказать, что это не раз и навсегда установленное соотношение с внешним пространством и миром, а подлинное творчество, тот самый крик…, который казался голосом света“»[11] — Светлана Крузе, 2012.

## Групповые выставки
- 2022 — «30 лет Таганрогскому отделению Союза художников РФ». Таганрогский художественный музей, Таганрог.[50][51]
- 2020 — «Радуга Юга — 2020». Выставочный комплекс СХ РФ, Пятигорск.[52]
- 2019 — «Не подводя итоги…». Таганрогский художественный музей, Таганрог.[53]
- 2019 — «После Графа 2019». Галерея ZHDANOV, Выставочный зал ТО Союза художников России, Таганрог.
- 2018 — «Счастье—Просто—Жить». Галерея «Ростов», Ростов-на-Дону.[54][55]
- 2017 — «После Графа 2017». Галерея ZHDANOV, Выставочный зал ТО Союза художников России, Таганрог.
- 2010 — «Концептуализм: здесь и там». Южно-российская биеннале современного искусства. МСИИД, Ростов-на-Дону[56][57].
- 2008 — «Триеннале графики Юга России». Краснодарский краевой выставочный зал изобразительных искусств, Краснодар.
- 2008 — «Горячий сезон». М-галерея, Ростов-на-Дону.
- 2008 — «Рисунок. Акварель». Выставочный зал ТО Союза художников России, Таганрог.
- 2008 — «О смертном в искусстве. Памяти Николая Константинова». М-галерея, Ростов-на-Дону[58].
- 2008 — «Весенняя выставка». Выставочный зал ТО Союза художников России, Таганрог.
- 2008 — «М — Ж». Музей современного изобразительного искусства на Дмитровской, Ростов-на-Дону.
- 2007 — «Весенние фантазии». Выставочный зал ТО Союза художников России, Таганрог;
- 2007 — «Кисть и карандаши на родине Чехова». Выставочный зал ТО Союза художников России, Таганрог;
- 2007 — «Рождественская выставка». Выставочный зал ТО Союза художников России, Таганрог;
- 2006 — «Осень». Выставочный зал ТО Союза художников России, Таганрог;
- 2006 — «Рисунок. Акварель». Выставочный зал ТО Союза художников России, Таганрог;
- 2006 — «Натюрморт». Выставочный зал ТО Союза художников России, Таганрог;
- 2005 — «День победы». Выставочный зал ЦГПБ им. А. П. Чехова, Таганрог;
- 2005 — «Рождественская выставка». Выставочный зал ТО Союза художников России, Таганрог;
- 2004 — «Россия-2004». Центральный дом художника, Москва[59];
- 2003 — «Выставка Союза художников». Выставочный зал ЦГПБ им. А. П. Чехова, Таганрог;
- 2002 — «Грани». Выставочный зал ЦГПБ им. А. П. Чехова, Таганрог;
- 2002 — «Художники Таганрога». Выставочный зал ТО Союза художников России, Таганрог;
- 2002 — «Зимняя выставка». Выставочный зал ТО Союза художников России, Таганрог;
- 2001 — «Весенняя выставка». Выставочный зал ТО Союза художников России, Таганрог;
- 2001 — «Живопись. Графика. Скульптура». Выставочный зал ТО Союза художников России, Таганрог;
- 2000 — «Весенняя выставка». Выставочный зал ТО Союза художников России, Таганрог;
- 2000 — «Художники Таганрога». Выставочный зал ЦГПБ им. А. П. Чехова, Таганрог;
- 1999 — «Художники Таганрога». Таганрогская картинная галерея, Таганрог;
- 1999 — «Весенняя выставка». Выставочный зал ЦГПБ им. А. П. Чехова, Таганрог;
- 1999 — «Рождественская выставка». Выставочный зал ТО Союза художников России, Таганрог;
- 1998 — «Выставка таганрогских художников». Выставочный зал ЦГПБ им. А. П. Чехова, Таганрог;
- 1996 — «Осенняя выставка». Выставочный зал ТО Союза художников России, Таганрог;
- 1996 — «Зазеркалье». Таганрогская картинная галерея, Таганрог;
- 1995 — «Художники Таганрога». Таганрогская картинная галерея, Таганрог;
- 1988 — «Однодневная выставка». ДК завода «Прибой», Таганрог.

## Фильмография
- 2010 — «O, Sortie!», док. фильм. Режиссёр Руфат Гасанов. Студия ВГИК[60][61][62].
- 2010 — «Synergos: 24», видеоарт. Автор Игорь Ваганов. Achtung Baby![63][64].

## Семья
- Кисляков, Александр Владленович (1954) — муж, российский художник[5][60].